# Ekaterina Fesenko-Grun
Ekaterina Fesenko-Grun (Unión Soviética, 8 de agosto de 1958) fue una atleta soviética, especializada en la prueba de 400 m vallas en la que llegó a ser campeona mundial en 1983.

## Carrera deportiva
En el Mundial de Helsinki 1983 ganó la medalla de oro en los 400 metros vallas, con un tiempo de 54.14 segundos, llegando a la meta por delante de su compatriota la también soviética Ana Ambrazienė y de la alemana Ellen Neumann-Fiedler.